# Karl Hofmann (Theologe)
Karl Hofmann (* 15. Juni 1900 in Straubing; † 13. Januar 1954 in Tübingen) war ein deutscher katholischer Theologe und Kirchenrechtler.

## Werdegang
Hofmann war nach Habilitation Privatdozent für Kirchenrecht an der Universität München. Ab 1939 lehrte er als Dozent an der Philosophisch-Theologischen Hochschule Bamberg. Im gleichen Jahr wurde er außerplanmäßiger, 1945 außerordentlicher Professor an der Philosophisch-Theologischen Hochschule Dillingen. 1946 folgte er einem Ruf auf den Lehrstuhl für Kirchenrecht und kirchliche Rechtsgeschichte an die Universität Tübingen.
Er war Mitglied der katholischen Studentenverbindungen KDStV Aenania München und AV Guestfalia Tübingen.

## Veröffentlichungen
- Die freiwillige Gerichtsbarkeit (iurisdictio voluntaria) im kanonischen Recht (= Veröffentlichungen der Sektion für Rechts- und Staatswissenschaft, Bd. 53). Schöningh, Paderborn 1929 (= Dissertation Universität München).
- Der "Dictatus Papae" Gregors VII. Eine rechtsgeschichtliche Erklärung (= Veröffentlichungen der Sektion für Rechts- und Staatswissenschaft, Bd. 63). Schöningh, Paderborn 1933.
- Die Rechtsmittel gegen Gesetzgebung im kanonischen Recht. In: Theologische Quartalsschrift, Bd. 116 (1935), S. 297–308.
- Das Verwaltungsstrafverfahren im kanonischen Recht. In: Festschrift Ulrich Stutz zum siebzigsten Geburtstag dargebracht von Schülern, Freunden und Verehrern (= Kirchenrechtliche Abhandlungen, Bd. 117/118). Enke, Stuttgart 1938, S. 461–510.
- Die objektiven Eherechte nach Kirchenrecht. In: Theologische Quartalsschrift, Bd. 127 (1947), S. 337–350.
- Die Kirche der freien Gefolgschaft? In: Theologische Quartalsschrift, Bd. 128 (1948), S. 110–117.
- Die kirchenrechtliche Bedeutung des Konzils von Trient. In: Georg Schreiber (Hrsg.): Das Weltkonzil von Trient. Sein Werden und Wirken. Bd. 1. Herder, Freiburg/Br. 1951, S. 281–296.